# Tioredossina-disolfuro reduttasi
La tioredossina-disolfuro reduttasi è un enzima appartenente alla classe delle ossidoreduttasi, che catalizza la seguente reazione:
tioredossina + NADP+ ⇄ tioredossina disolfuro + NADPH + H+
L'enzima è una flavoproteina (FAD).